# Tisamenus serratorius
Tisamenus serratorius är en insektsart som beskrevs av Carl Stål 1875. Tisamenus serratorius ingår i släktet Tisamenus och familjen Heteropterygidae. Inga underarter finns listade i Catalogue of Life.